# Olimpíadas de Astronomia (Portugal)
As Olimpíadas de Astronomia são uma competição científica organizada pela Sociedade Portuguesa de Astronomia cujas provas reúnem conhecimentos de Física e de Matemática para além de conhecimentos gerais na área de Astronomia. Destina-se a todos estudantes do ensino secundário, diurno e noturno, de todo o território nacional. A Final Nacional apura a equipa portuguesa para a Olimpíada Internacional de Astronomia e Astrofísica (IOAA). 

## Portugal nas IOAA
| Ano   | País-Sede | Ouro | Prata | Bronze | M.H. |
| ----- | --------- | ---- | ----- | ------ | ---- |
| 2011  | Polônia   | -    | -     | -      | -    |
| 2012  | Brasil    | -    | -     | -      | 1    |
| 2013  | Grécia    | -    | -     | -      | -    |
| TOTAL | TOTAL     | -    | -     | -      | 1    |